# Richard Ely
Richard Theodore Ely (ur. 1854, zm. 1943) – amerykański ekonomista, historyk i pisarz.
Był profesorem Uniwersytetu Johna Hopkinsa w Baltimore, University of Wisconsin-Madison oraz Northwestern University. Jako jeden z pierwszych w Stanach Zjednoczonych opowiedział się za interwencjonizmem państwowym.